# Canton d'Albi-1
Le canton d'Albi-1 est une circonscription électorale française du département du Tarn.

## Histoire
Un nouveau découpage territorial du Tarn entre en vigueur à l'occasion des premières élections départementales suivant le décret du 17 février 2014. Les conseillers départementaux sont, à compter de ces élections, élus au scrutin majoritaire binominal mixte. Les électeurs de chaque canton élisent au Conseil départemental, nouvelle appellation du Conseil général, deux membres de sexe différent, qui se présentent en binôme de candidats. Les conseillers départementaux sont élus pour 6 ans au scrutin binominal majoritaire à deux tours, l'accès au second tour nécessitant 12,5 % des inscrits au 1er tour. En outre la totalité des conseillers départementaux est renouvelée. Ce nouveau mode de scrutin nécessite un redécoupage des cantons dont le nombre est divisé par deux avec arrondi à l'unité impaire supérieure si ce nombre n'est pas entier impair, assorti de conditions de seuils minimaux. Dans le Tarn, le nombre de cantons passe ainsi de 46 à 23.
Le canton d'Albi-1 est formé d'une fraction de la commune d'Albi. Il est entièrement inclus dans l'arrondissement d'Albi. Le bureau centralisateur est situé à Albi.

## Représentation
| Période élective | Période élective | Mandat | Mandat   | Identité        | Nuance | Nuance | Qualité                                                         |
| ---------------- | ---------------- | ------ | -------- | --------------- | ------ | ------ | --------------------------------------------------------------- |
| 2015             | 2021             | 2015   | 2021     | Marie-Louise At |        | LR     | Avocat Conseillère municipale d'Albi                            |
| 2015             | 2021             | 2015   | 2021     | Michel Franques |        | DVD    | Cadre des entreprises publiques Premier adjoint au maire d'Albi |
| 2021             | 2028             | 2021   | en cours | Marie-Louise At |        | LR     | Conseillère sortante                                            |
| 2021             | 2028             | 2021   | en cours | Michel Franques |        | DVD    | Conseiller sortant                                              |

### Résultats détaillés

#### Élections de mars 2015
À l'issue du 1er tour des élections départementales de 2015, deux binômes sont en ballottage : Marie-Louise At et Michel Franques (Union de la Droite, 35,57 %) et Nadège Moguen et Jean-Clair Yeche (PS, 27,17 %). Le taux de participation est de 55,68 % (5 438 votants sur 9 766 inscrits) contre 58,71 % au niveau départemental et 50,17 % au niveau national.
Au second tour, Marie-Louise At et Michel Franques (Union de la Droite) sont élus avec 58,2 % des suffrages exprimés et un taux de participation de 55 % (2 790 voix pour 5 371 votants et 9 766 inscrits).

#### Élections de juin 2021
Le premier tour des élections départementales de 2021 est marqué par un très faible taux de participation (33,26 % au niveau national). Dans le canton d'Albi-1, ce taux de participation est de 34,11 % (3 392 votants sur 9 945 inscrits) contre 39,08 % au niveau départemental. À l'issue de ce premier tour, deux binômes sont en ballottage : Marie-Louise At et Michel Franques (Union à droite, 37,75 %) et Cathy Biau et Stéphane Gesset (DVG, 24,57 %).
Le second tour des élections est marqué une nouvelle fois par une abstention massive équivalente au premier tour. Les taux de participation sont de 34,36 % au niveau national, 39,14 % dans le département et 34,41 % dans le canton d'Albi-1. Marie-Louise At et Michel Franques (Union à droite) sont élus avec 53,91 % des suffrages exprimés (1 677 voix pour 3 423 votants et 9 948 inscrits),,.

## Composition
| Nom                          | Code Insee | Intercommunalité  | Superficie (km2) | Population (dernière pop. légale)                | Densité (hab./km2) | Modifier                                    |
| ---------------------------- | ---------- | ----------------- | ---------------- | ------------------------------------------------ | ------------------ | ------------------------------------------- |
| Albi (bureau centralisateur) | 81004      | CA de l'Albigeois | 44,26            | Fraction : 16 021 (2022) Commune : 50 605 (2022) | 1 143              | modifier les données · modifier les données |
| Canton d'Albi-1              | 8101       |                   |                  | 16 021 (2022)                                    |                    | modifier les données                        |

Le canton d'Albi-1 comprend la partie de la commune d'Albi située au nord et à l'est d'une ligne définie par l'axe des voies et limites suivantes : depuis la limite territoriale de la commune de Cambon, chemin de Cambon, rue Henri-Moissan, rond-point, rue de Jarlard, rue Jean-Rieux, rue de la plaine Saint-Martin, rond-point, avenue du Colonel-Teyssier, boulevard de Montebello, place du 8-Mai-1945, boulevard Paul-Bodin, avenue Gambetta, avenue du Maréchal-Foch, place de Verdun, avenue François-Verdier, ligne de chemin de fer jusqu'au cours du Tarn, cours du Tarn jusqu'au pont du Cantepau, route nationale 88, rond-point, chemin de l'Arquipeyre, jusqu'à la limite territoriale de la commune de Lescure-d'Albigeois.

## Démographie
En 2022, le canton comptait 16 021 habitants, en évolution de +1,8 % par rapport à 2016 (Tarn : +2,52 %, France hors Mayotte : +2,11 %).
| 2013   | 2018   | 2022   |
| ------ | ------ | ------ |
| 15 667 | 15 997 | 16 021 |